# Patricia Rawlings, Baroness Rawlings
Patricia Elizabeth Rawlings, Baroness Rawlings (* 27. Januar 1939 in London), ist eine britische Politikerin (Conservative Party) und Life Peeress. Von 1989 bis 1994 gehörte sie dem Europäischen Parlament an.

## Leben und Karriere
Rawlings absolvierte eine Ausbildung zur Krankenschwester am Westminster Hospital. Von 1959 bis 1961 war sie Mitglied des Children's Care Committee von London County Council. 1979 erhielt sie ein Diplom für Englisch vom University College London und studierte anschließend für ein Postgraduiertendiplom im Bereich Internationale Beziehungen an der London School of Economics. 1987 wurde ihr der nationale Ehrenorden des British Red Cross verliehen. Von 1964 bis 1988 war sie Vorsitzende (Chairman) der Appeals London Branch. Im Anschluss ernannte man sie zur Ehrenpräsidentin und 1997 wurde sie Schirmherrin (Patron) von Appeals London Branch.
Sie trat bei der Unterhauswahl 1983 erfolglos für den Wahlkreis Sheffield Central und bei der Unterhauswahl 1987 ebenfalls erfolglos für den Wahlkreis Doncaster Central an. Beide Male kandidierte sie für die Conservative Party.
Von 1987 bis 1988 war sie spezielle Beraterin (Special Advisor) beim Minister für Innenstädte des Umweltministeriums.

## Mitgliedschaft im Europäischen Parlament
Rawlings wurde bei der Europawahl 1989 zur Abgeordneten für den Wahlkreis Essex South West gewählt. Nachdem dieser Wahlkreis zur Europawahl 1994 abgeschafft wurde, trat sie im neuen Wahlkreis Essex West & Hertfordshire East an und unterlag überraschend dem Labour-Kandidaten Hugh Kerr.
Als EU-Abgeordneten gehörte sie den Ausschüssen (Committees) zu Jugend, Bildung, Medien, Sport und äußeren Angelegenheiten an. Auch war sie stellvertretende Leiterin (Vice-Chairman) der Delegation des Europäischen Parlaments nach Rumänien, Bulgarien und Albanien.

## Mitgliedschaft im House of Lords
Rawlings wurde am 5. Oktober 1994 zur Life Peeress als Baroness Rawlings, of Burnham Westgate in the County of Norfolk, erhoben. Die offizielle Einführung ins House of Lords erfolgte am 18. Oktober 1994 mit der Unterstützung von Peter Carington, 6. Baron Carrington und Lynda Chalker, Baroness Chalker of Wallasey. Ihre Antrittsrede hielt sie am 17. November 1994. Als Themen von politischem Interesse nennt sie auf der Webseite des Oberhauses Internationale Angelegenheiten, Kultur, nationales Erbe und Medien. Als Staaten von Interesse nennt sie Brasilien, Bulgarien, Oman und Russland.
Sie war Whip der Opposition von 1997 bis 1998. Seit 1999 ist sie Oppositionssprecherin für internationale Entwicklung und auswärtige Beziehungen. Von 1997 bis 1998 war sie Oppositionssprecherin für Kultur, Medien und Sport und von Dezember 1998 bis 2010 für äußere Angelegenheiten und Angelegenheiten des Commonwealth. Ebenfalls von Dezember 1998 bis 2010 war Rawlings für internationale Entwicklung (International Development) zuständig.
Nach der Unterhauswahl 2010 wurde sie Regierungswhip und Regierungssprecherin für Schottland; Kultur, die Olympischen Spiele, Medien und Sport (Kunst, Kultur und Medien); das Attorney General’s Office und das Advocate General for Scotland. Außerdem war sie seitdem Baroness in waiting. Diese Positionen bekleidete sie bis 2012.
Im ausgewerteten Zeitraum ab 2001 war Rawlings regelmäßig anwesend.

## Weitere Ämter und Ehrungen
Seit 1991 ist Rawlings Direktorin (Governor) der Amerikanischen Universität in Bulgarien.
Seit 1992 ist sie Vizepräsidentin (Vice-President) des EU Youth Orchestra. Sie ist Direktorin der English Chamber Orchestra and Music Society. Rawlings war Vorsitzende (Chairman) des Vorstandes (Council) des King’s College London von 1998 bis 2007 und wurde 2003 Fellow der Universität. Sie ist seit 2005 Präsidentin der British Antique Dealers' Association (BADA). Seit 2002 ist sie Mitglied des Treuhandrates (Trustee) des Chevening Estate. Beim English College in Prague ist sie seit 2008 Chairman of Governors. Sie war Präsidentin des National Council for Voluntary Associations (NCVO) von 2002 bis 2007.
Sie ist Mitglied der Pilgrims Society und Ehrensekretärin (Honorary Secretary) des Grillions Club. Rawlings ist Mitglied des British Board of Video Classification, des Council Peace Through NATO, der European Union Women und dem Aufsichtsrat (Board) der British Association for Central & Eastern Europe von 1994 bis 2001. Seit 1996 gehört sie dem Royal Institute of International Affairs (RIIA) und von 1997 bis 2000 dem British Council an. Seit 2010 gehört sie der Europäischen Akademie der Wissenschaften und Künste an.
1991 wurde Rawlings als erste britische Frau mit dem bulgarischen Orden der Rose in Silber von Präsident Schelju Schelew geehrt, und 2007 erhielt sie die Ehrenplakette der Nationalversammlung der Republik Bulgarien. 1997 erhielt sie für ihre Dienste für die britisch-brasilianischen Beziehungen von Brasilien den Orden vom Kreuz des Südens. 1998 wurde ihr die Ehrendoktorwürde Doctor of Letters (Hon DLitt) von der University of Buckingham verliehen. Sie ist Honorary Fellow des UCL seit 2005.

## Kritik
2002 war Rawlings in eine Kontroverse verwickelt bezüglich des Verkaufs einer 1,8 Morgen (7.300 m²) großen Immobilie, die im Besitz des King’s College London ist und vorher dem St Thomas’ Hospital gehörte. Das King’s College holte ein Gutachten über den Wert der Immobilie bei Jones Lang LaSalle ein. Diese kamen auf einen Schätzwert von £10 Millionen, jedoch bot das Aga Khan Development Network unaufgefordert bis zu £24 Millionen. Es gab Gerüchte, dass Rawlings das Offert einfädelte, was sie jedoch bestritt. Ihrer Aussage zufolge wusste sie als Vorsitzende (Chairman) des King’s College London Council absolut nichts über ein solches Angebot. Sie bestand darauf, dass es ein wertvoller Teil der Liegenschaft des King’s College London sei und dass es an den Höchstbieter auf dem offenen Markt abgegeben werden sollte. Das College entschloss sich schließlich gegen einen Verkauf.

## Familie
Rawlings war von 1962 bis 1967 mit dem Geschäftsmann David Wolfson, nunmehr Baron Wolfson of Sunningdale verheiratet; beide tragen Titel aus eigenem Recht. 1971 war sie mit dem US-amerikanischen Öl-Tycoon Ralph Stolkin verlobt, der die Verlobung auflöste und anschließend in einem High-Court-Verfahren die Rückgabe von Diamanten und Rubinen im Wert von £250,000 verlangte.
Von etwa 1994 bis 2009 war Rawlings mit dem Banker Dr. Paul Zuckerman, Sohn des Zoologen Solly Zuckerman, zusammen.